# Parafia św. Mikołaja w Smołdzinie
Parafia greckokatolicka pw. Świętego Mikołaja w Smołdzinie – parafia greckokatolicka w Smołdzinie. Parafia należy do eparchii olsztyńsko-gdańskiej i znajduje się na terenie dekanatu elbląskiego.

## Historia parafii
Parafia greckokatolicka pw. Świętego Mikołaja funkcjonuje od 1994 r., księgi metrykalne są prowadzone od roku 1994.

## Świątynia parafialna
Nabożeństwa odbywają się w kościele rzymskokatolickim pw. Trójcy Świętej.